# Republikken Karelija
Republikken Karelija (russisk: Республика Карелия, tr. Respublika Karelija, karelsk: Karjalan tazavaldu, finsk: Karjalan tasavalta, vepsisk Karjalan Tazovaldkund) er en af 21 autonome republikker i den russiske føderation og beliggende i føderationens nordvestlige hjørne. Republikken Karelija udgør den østlige del af området Karelen, som er delt mellem Rusland og Finland. Området kaldtes tidligere Østkarelen. Republikken har 627.083(2017) indbyggere og et areal på 180.520 km².

## Geografi
Den Karelske Republik ligger mellem Østersøen mod sydvest og Hvidehavet i nordøst. De store indsøer Ladoga og Onega afgrænser republikken mod sydøst. Formelle grænser er mod Finland og de russiske oblaster Murmansk, Arkhangelsk, Vologda og Leningrad.

### Floder
Der findes omkring 27.000 floder og vandløb i Karelen. Blandt det større er (finsk navn i parentes):
- Vodla (Vodlajoki, 149 km)
- Kem (Kemijoki, 191 km)
- Kovda (Koutajoki)
- Shuya (Suojoki)
- Suna (Suunujoki) med Kivachvandfaldene (Kivatšun vesiputous)
- Vyg (Uikujoki)

### Søer
Der findes omkring 60.000 søer i Karelen modsvarende et areal på omkring 2.000 km2. Søerne Ladoga (finsk: Laatokka) og Onega (finsk: Ääninen) er de største søer i Europa. Andre søer er (finske navne i parentes):
- Nyukozero (Nuokkijärvi)
- Pyaozero (Pääjärvi)
- Segozero (Seesjärvi)
- Syamozero (Säämäjärvi)
- Topozero (Tuoppajärvi)
- Vygozero (Uikujärvi)

Søerne Ladoga og Onega er beliggende i republikkens sydlige del.

### Klima
Republikken Karelija har fastlandsklima. Den gennemsnitlige temperatur i januar er -8 °C og 16,4 °C i juli. Den gennemsnitlige årlig nedbørmængde er 500-700 mm.
|                      |                      |
| Petrozavodsk (i syd) | Kem (ved Hvidehavet) |

## Demografi
Efter en konstant stigning i indbyggertallet fra 1926 og frem til 1990 på næsten 300% fra 269.336 indbyggere i 1926 til 791.719 indbyggere i 1990, vendtes udviklingen til et fald i indbyggertallet fra 1990 frem til 2015 på næsten 160.000 eller mere end 20% til 632.533, og indbyggeretallet er nu næsten 20.000 lavere end i 1959.
Mindst siden folketællingen i 1926 har russere udgjort befolkningsflertallet og ved folketællingen i 2010 udgjorde folk, der selv betragter sig som russere det langt overvejende flertal på 82,2% af den samlede befolkning. Karelere (7,4%), finner (1,4%) og vesper (0,5%) udgjorde tilsammen 9,3% i 2010. Ved folketællingen vat hviderussere den tredje største gruppe (3,8%) og ukrainere den fjerde største gruppe (2,0%).
Befolkningen i republikken er 632.533(2015). Befolkningstæthed er 3,5/km²(2015). Bybefolkningen udgør 79,59%(2015).
Ifølge folketællingen i Rusland i oktober 2010, er den fastboende befolkning i Republikken Karelen faldet med 71.000 sammenlignignet med folketællingen 2002. Faldet i befolkning er observeret i alle rajoner i republikken, men nogle er særligt bemærkelsesværdige. Således faldt befolkningen Suojarvskij rajon med 5.200, Pudozjskij rajon med 5.800, Medvezjegorskij rajon med 6.500 og Segezjskij rajon med næsten 9.000.
Byboerne udgjorde 503.900, de resterende 141.300 bor i landdistrikterne. I Karelen, som i mange regioner i Rusland, er der et demografisk problem. Dødeligheden er næsten dobbelt så høj som fødselstallet i Karelen.
| Demografisk sammensætning af Republikken Karelija. | Demografisk sammensætning af Republikken Karelija. | Demografisk sammensætning af Republikken Karelija. | Demografisk sammensætning af Republikken Karelija. | Demografisk sammensætning af Republikken Karelija. | Demografisk sammensætning af Republikken Karelija. | Demografisk sammensætning af Republikken Karelija. | Demografisk sammensætning af Republikken Karelija. | Demografisk sammensætning af Republikken Karelija. | Demografisk sammensætning af Republikken Karelija. | Demografisk sammensætning af Republikken Karelija. | Demografisk sammensætning af Republikken Karelija. | Demografisk sammensætning af Republikken Karelija. | Demografisk sammensætning af Republikken Karelija. | Demografisk sammensætning af Republikken Karelija. | Demografisk sammensætning af Republikken Karelija. | Demografisk sammensætning af Republikken Karelija. |
| Etnisk gruppe | folketælling i 1926                                | folketælling i 1926                                | folketælling i 1939                                | folketælling i 1939                                | folketælling i 1959                                | folketælling i 1959                                | folketælling i 1970                                | folketælling i 1970                                | folketælling i 1979                                | folketælling i 1979                                | folketælling i 1989                                | folketælling i 1989                                | folketælling i 2002                                | folketælling i 2002                                | folketælling i 20101                               | folketælling i 20101                               |
| Etnisk gruppe | Antal                                              | %                                                  | Antal                                              | %                                                  | Antal                                              | %                                                  | Antal                                              | %                                                  | Antal                                              | %                                                  | Antal                                              | %                                                  | Antal                                              | %                                                  | Antal                                              | %                                                  |
| --- | -------------------------------------------------- | -------------------------------------------------- | -------------------------------------------------- | -------------------------------------------------- | -------------------------------------------------- | -------------------------------------------------- | -------------------------------------------------- | -------------------------------------------------- | -------------------------------------------------- | -------------------------------------------------- | -------------------------------------------------- | -------------------------------------------------- | -------------------------------------------------- | -------------------------------------------------- | -------------------------------------------------- | -------------------------------------------------- |
| Russere | 153.967                                            | 57,2%                                              | 296.529                                            | 63,2%                                              | 412.773                                            | 62,7%                                              | 486.198                                            | 68,1%                                              | 522.230                                            | 71,3%                                              | 581.571                                            | 73,6%                                              | 548.941                                            | 76,6%                                              | 507.654                                            | 82.2%                                              |
| Karelere | 100.781                                            | 37,4%                                              | 108.571                                            | 23,2%                                              | 85.473                                             | 13,0%                                              | 84.180                                             | 11,8%                                              | 81.274                                             | 11,1%                                              | 78.928                                             | 10,0%                                              | 65.651                                             | 9,2%                                               | 45.570                                             | 7,4%                                               |
| Hviderussere | 555                                                | 0,2%                                               | 4.263                                              | 0,9%                                               | 71.900                                             | 10,9%                                              | 66.410                                             | 9,3%                                               | 59.394                                             | 8,1%                                               | 55.530                                             | 7,0%                                               | 37.681                                             | 5,3%                                               | 23.345                                             | 3,8%                                               |
| Ukrainere | 708                                                | 0,3%                                               | 21.112                                             | 4,5%                                               | 23.569                                             | 3,6%                                               | 27.440                                             | 3,8%                                               | 23.765                                             | 3,2%                                               | 28.242                                             | 3,6%                                               | 19.248                                             | 2,7%                                               | 12.677                                             | 2,0%                                               |
| Finner | 2.544                                              | 0,9%                                               | 8.322                                              | 1,8%                                               | 27.829                                             | 4,2%                                               | 22.174                                             | 3,1%                                               | 20.099                                             | 2,7%                                               | 18.420                                             | 2,3%                                               | 14.156                                             | 2.0%                                               | 8.577                                              | 1,4%                                               |
| Vepser | 8.587                                              | 3,2%                                               | 9.392                                              | 2,0%                                               | 7.179                                              | 1,1%                                               | 6.323                                              | 0,9%                                               | 5.864                                              | 0,8%                                               | 5.954                                              | 0,8%                                               | 4.870                                              | 0,7%                                               | 3.423                                              | 0,5%                                               |
| Andre | 2.194                                              | 0,8%                                               | 20.709                                             | 4,4%                                               | 29.869                                             | 4,5%                                               | 20.726                                             | 2,9%                                               | 19.565                                             | 2,7%                                               | 21.505                                             | 2,7%                                               | 25.734                                             | 3,6%                                               | 16,422                                             | 2,7%                                               |
| 1 25.880 blev registreret fra administrative databaser, det medførte at etniciteten ikke kunne fastslås. Det anslås, at nationaliteterne i denne gruppe fordeler på samme måde som for den øvrige gruppe. |                                                    |                                                    |                                                    |                                                    |                                                    |                                                    |                                                    |                                                    |                                                    |                                                    |                                                    |                                                    |                                                    |                                                    |                                                    |                                                    |

## Historie
I middelalderen var Karelen en region i den nordvestlige del af Rusland, øst for nutidens Finland, som kontrolleredes af Republikken Novgorod. I 1200-tallet og fremefter, blev forskellige dele af Karelen invaderet af Sverige og indlemmet i Svensk Karelen. I 1478 blev Novgorod en del Storfyrstendømmet Moskva, forløber for Zar-rusland, og Karelen blev et svensk-russisk grænseland indtil området igen blev afstået til Rusland ved Freden i Nystad i 1721.
I 1784 blev Petrozavodsk formelt hovedsæde for en egen russisk provins.

### Den russiske revolution
Under den russiske revolution sammentrådte en folkeforsamling den 12-14. juli 1917 i Uhtua og antog en deklaration om autonomi, som efterfølgende blev antaget i andre centrale byer. Efter Finlands selvstændighed opstod en stemning for forening af Karelen med Finland, og i juli sammentrådte et antal repræsentater fra karelske sogne i Viena, og flere sogne med Repola i spidsen erklærede sig rede til at gøre sig fri af Rusland og forene sig med Finland, men i efteråret 1918 fik Den røde Hær forstærkninger, og de finske og karelske hærenheder måtte trække sig tilbage til finsk område. Allerede den samme sommer blev de de nordlige dele af Karelen invaderet af udenlandske interventionsstyrker fra USA, Storbritannien og Frankrig, som støtte til "de hvide" under den russiske borgerkrig. Interventionsstyrkerne modarbejdede blandt andet finske forsøg på at tage kontrollen over Karelen fra bolsjevikkerne. Da den svage hvide russiske kontrarevolution brød sammen i foråret 1920, indtog Den røde Hær hele Østkarelen, og den 8. juni 1920 udråbtes Den karelske Arbejderkommune som et autonomt område. Denne status blev indskrevet i 1920 ved freden i Tartu mellem Sovjetunionen og Finland.. Da karelerne anså, at bestemmelsen ikke var blevet efterlevet, gjorde de oprør i efteråret 1921 og vinteren 1922 med en vis fremgang. På initiativ af Finland blev spørgsmålet drøftet i Folkeforbundet, hvor man i en resolution[kilde mangler](der skal være link til resolutionen, ikke en omtale af den) udtrykte støtte til karelernes krav om autonomi. I praksis fik det dog ingen betydning, og de fleste af de 30.000 karelere, som under krigsbegivenhederne var flygtet til Finland, vendte aldrig hjem. Der var endnu omkring 14.000 karelske flygtninge i Finland ved udbruddet af 2. verdenskrig.

### Karelske ASSR
Den 25. juli 1924 blev Den karelske Autonome Socialistiske Sovjetrepublik (Karelske ASSR) oprettet, som en del af Russiske SFSR. I mellemkrigstiden udsattes den karelske befolkning for undertrykkelse og russificeringspolitik; således blev Karelen lagt sammen med russisk sprogede områder øst for Onega, mens finsksprogede områder ved Svir blev overført til Russiske SFSR, en stor del af skovarbejderne og arbejdere på strategiske byggeprojekter kom fra Rusland således bygningen af Hvidehavskanalen (dens oprindelige navn var Belomorsko-Baltiyskiy Kanal imeni Stalina eller Stalin Hvidehavet-Østersøen kanalen). Mellem 1926 og 1933 skete en indflytning af 98.000 personer til Karelske ASSR fra resten af Sovjetunionen, heraf var mindst 70.000 russere. Som følge af denne befolkningsomflytning faldt andelen af karelere fra 37% i 1926 til 23% i 1939. Dele af den lokale, mest finsksprogede befolkning, mellem 3.000-3.500 indbyggere, blev dræbt og nogle deporteret til områder øst for Onega og i 1938 blev finsk sprog frataget status som officielt sprog (der var på det tidspunkt omkring 8000 finner i republikken), til fordel for karelsk. Undervisning i finsk i skolerne blev afskaffet, finske bøger, tidsskrifter og tryksager blev beslaglagt og de finske biblioteker lukket..

### Karelsk-finske SSR
Efter Vinterkrigen, den 31. marts 1940, blev Karelen en selvstændig sovjetrepublik Den karelsk-finske Socialistiske Sovjet-Republik og Det karelske næs blev indlemmet i republikken.
Den 20. juli 1941, da Finland havde indtaget Karelsk-finske SSR, sammentrådte en østkarelsk folkeforsamling, bestående hovedsageligt af karelere, finner og vepser, der ved folketællingen i 1939 udgjorde 27% af befolkningen, i Vuokkiniemi ved Uhtua og erklærede sit ønske om at blive forenet med Finland.

### 2. verdenskrig
Under 2. verdenskrig blev store dele af området besat af finske styrker under fortsættelseskrigen. Finnerne afskaffede under deres herredømme 1941-1944 landbrugskollektiverne og genindførte privatøkonomi. Skole- og retsvæsen blev indrettet efter finsk forbillede, en stedligt valgt rådgivende forsamling blev udset, men området blev forvaltet under Finske Militærforvaltnings kontrol. Finske sprogforskere og etnografer benyttede mulighederne for at bedrive forskning.

### 1945-1991
Efter befrielsen i slutningen af 2. verdenskrig blev Det karelske næs overført til Leningrad oblast. Karelen havde status som sovjetrepublik til den 16. juli 1956, da den blev indlemmet i Den russiske føderation igen som en autonom republik, og ordet "finsk" blev fjernet fra navnet.

### Siden 1991
Fra 1991 er "Republikken Karelija" en af 21 autonome republikker i den russiske føderation. I praksis har karelerne imidlertid aldrig opnået det selvstyre, de blev lovet i 1920.

## Administrativ inddeling
Republikken Karelija er inddelt i 16 rajoner (russisk: районов) og 2 byokruger (russisk: городских округа tr. gorodskich okruga), Petrozavodsk (275.346) og Kostomuksha (27.813).
| Rajoner og byokruger i Republikken Karelija. | Rajoner og byokruger i Republikken Karelija. | Rajoner og byokruger i Republikken Karelija. | Rajoner og byokruger i Republikken Karelija. | Rajoner og byokruger i Republikken Karelija. | Rajoner og byokruger i Republikken Karelija. |
| #                                            | Dansk navn                                   | Status                                       | Russisk navn                                 | Befolkning (2015 anslået)                    | Administrativ inddeling Republikken Karelija |
| -------------------------------------------- | -------------------------------------------- | -------------------------------------------- | -------------------------------------------- | -------------------------------------------- | -------------------------------------------- |
| I                                            | Petrozavodsk                                 | byokrug, hovedstad                           | Петрозаводск                                 | 275.346                                      |                                              |
| II                                           | Kostomuksha                                  | byokrug                                      | Костомукша                                   | 91.129                                       |                                              |
| 1                                            | Belomorskij                                  | rajon                                        | Беломорский                                  | 17.261                                       |                                              |
| 2                                            | Kalevalskij                                  | rajon                                        | Калевальский                                 | 7.273                                        |                                              |
| 3                                            | Kemskij                                      | rajon                                        | Кемский                                      | 16.105                                       |                                              |
| 4                                            | Kondopozjskij                                | rajon                                        | Кондопожский                                 | 38.445                                       |                                              |
| 5                                            | Lachdenpochskij                              | rajon                                        | Лахденпохский                                | 13.621                                       |                                              |
| 6                                            | Louchskij                                    | rajon                                        | Лоухский                                     | 12.431                                       |                                              |
| 7                                            | Medvezjegorskij                              | rajon                                        | Медвежьегорский                              | 29.202                                       |                                              |
| 8                                            | Mujezerskij                                  | rajon                                        | Муезерский                                   | 10.847                                       |                                              |
| 9                                            | Olonetskij                                   | rajon                                        | Олонецкий                                    | 21.373                                       |                                              |
| 10                                           | Pitkjarantskij                               | rajon                                        | Питкярантский                                | 18.490                                       |                                              |
| 11                                           | Prionezjskij                                 | rajon                                        | Прионежский                                  | 21.615                                       |                                              |
| 12                                           | Prjazjinskij natsionalnyj                    | rajon                                        | Пряжинский национальный                      | 14.501                                       |                                              |
| 13                                           | Pudozjskij                                   | rajon                                        | Пудожский                                    | 19.275                                       |                                              |
| 14                                           | Segezjskij                                   | rajon                                        | Сегежский                                    | 38.472                                       |                                              |
| 15                                           | Sortavalskij                                 | rajon                                        | Сортавальский                                | 31.421                                       |                                              |
| 16                                           | Suojarvskij                                  | rajon                                        | Суоярвский                                   | 16.944                                       |                                              |

### Større byer
Omkring tre fjerdedele af befolkningen i Republikken Karelija bor i bymæssige bebyggelser. Republikken har 24 byer og bymæssigbebyggelser med 2.000 eller flere indbyggere. De største byer er Petrosavodsk, Kondopoga (31.501), Segezja (29.356) og Kostomuksja.
| Byer og bymæssigbebyggelser i Republikken Karelija med mere end 2.000 indbyggere. | Byer og bymæssigbebyggelser i Republikken Karelija med mere end 2.000 indbyggere. | Byer og bymæssigbebyggelser i Republikken Karelija med mere end 2.000 indbyggere. | Byer og bymæssigbebyggelser i Republikken Karelija med mere end 2.000 indbyggere. |
| Dansk navn                                                                        | Status                                                                            | Russisk navn                                                                      | Befolkning (2015 anslået)                                                         |
| --------------------------------------------------------------------------------- | --------------------------------------------------------------------------------- | --------------------------------------------------------------------------------- | --------------------------------------------------------------------------------- |
| Petrosavodsk                                                                      | hovedstad, by                                                                     | Петрозаводск                                                                      | 275.346                                                                           |
| Kondopoga                                                                         | by                                                                                | Кондопога                                                                         | 31.501                                                                            |
| Kostomuksja                                                                       | by                                                                                | Костомукша                                                                        | 29.356                                                                            |
| Segezja                                                                           | by                                                                                | Сегежа                                                                            | 27.813                                                                            |
| Sortavala                                                                         | by                                                                                | Сортавала                                                                         | 18.830                                                                            |
| Medvezjegorsk                                                                     | by                                                                                | Медвежьегорск                                                                     | 14.647                                                                            |
| Kem                                                                               | by                                                                                | Кемь                                                                              | 11.969                                                                            |
| Pitkjaranta                                                                       | by                                                                                | Питкяранта                                                                        | 10.751                                                                            |
| Belomorsk                                                                         | by                                                                                | Беломорск                                                                         | 10.150                                                                            |
| Pudozj                                                                            | by                                                                                | Пудож                                                                             | 9.183                                                                             |
| Suojarvi                                                                          | by                                                                                | Суоярви                                                                           | 9.126                                                                             |
| Olonets                                                                           | by                                                                                | Олонец                                                                            | 8.249                                                                             |
| Nadvoitsy                                                                         | bymæssigbebyggelse                                                                | Надвоицы                                                                          | 7.964                                                                             |
| Lachdenpochja                                                                     | by                                                                                | Лахденпохья                                                                       | 7.512                                                                             |
| Pindusji                                                                          | bymæssigbebyggelse                                                                | Пиндуши                                                                           | 4.476                                                                             |
| Louchi                                                                            | bymæssigbebyggelse                                                                | Лоухи                                                                             | 4.129                                                                             |
| Kalevala                                                                          | bymæssigbebyggelse                                                                | Калевала                                                                          | 4.028                                                                             |
| Prjazja                                                                           | bymæssigbebyggelse                                                                | Пряжа                                                                             | 3.675                                                                             |
| Mujezerskij                                                                       | bymæssigbebyggelse                                                                | Муезерский                                                                        | 3.328                                                                             |
| Vjartsil                                                                          | bymæssigbebyggelse                                                                | Вяртсиля                                                                          | 3.080                                                                             |
| Tjupa                                                                             | bymæssigbebyggelse                                                                | Чупа                                                                              | 2.924                                                                             |
| Cheljulja                                                                         | bymæssigbebyggelse                                                                | Хелюля                                                                            | 2.793                                                                             |
| Povenets                                                                          | bymæssigbebyggelse                                                                | Повенец                                                                           | 2.209                                                                             |
| Pjaozjorskij                                                                      | bymæssigbebyggelse                                                                | Пяозёрский                                                                        | 2.098                                                                             |